# 루카스 에르난데스
루카스 프랑수아 베르나르 에르난데스(프랑스어: Lucas François Bernard Hernandez, 프랑스어 발음: [lukas ɛʁnɑ̃dɛz, - ɛʁnandɛs], 1996년 2월 14일~)는 프랑스의 축구 선수로 포지션은 센터백, 왼쪽 풀백이다. 현재 리그 1의 파리 생제르맹과 프랑스 축구 국가대표팀에서 활동하고 있으며 축구인 장프랑수아 에르난데스의 첫째 아들, 축구 선수 테오 에르난데스의 형이다. 대한민국에서는 이름 'Lucas'에 일반적인 프랑스어 표기법을 적용한 뤼카 에르난데스로도 알려져 있다.
2014년 아틀레티코 마드리드에서 프로 선수 경력을 시작했고 아틀레티코에서 100경기 이상 출전하면서 2015-16년 UEFA 챔피언스리그 준우승, 2017-18년 UEFA 유로파리그 우승, 2018년 UEFA 슈퍼컵 우승을 달성했다. 2019년 FC 바이에른 뮌헨 구단 역사상 가장 많은 이적료인 8,000만 유로(약 1,172억 원)로 아틀레티코에서 바이에른 뮌헨으로 이적했고 바이에른 뮌헨에서의 첫 번째 시즌에 트레블을 달성했다. 2023년 바이에른 뮌헨을 떠나 파리 생제르맹 FC로 이적했다.
프랑스 연령별 축구 국가대표팀을 거친 후 2018년 3월 프랑스 축구 국가대표팀에 데뷔했고 프랑스 대표팀 소속으로 2018년 FIFA 월드컵, UEFA 유로 2020, 2022년 FIFA 월드컵, 2021년 UEFA 네이션스리그 결선 토너먼트에 출전했다. 그는 2018년 월드컵과 2020-21 네이션스리그 우승을, 2022년 월드컵 준우승을 달성했다.

## 어린 시절
루카스 에르난데스는 1996년 2월 14일 마르세유에서 올랭피크 드 마르세유 소속 축구 선수였던 스페인계 프랑스인 아버지 장프랑수아 에르난데스와 프랑스인 어머니 로랑스 피(프랑스어: Laurence Py, 프랑스어 발음: [lɔ.ʁɑ̃s pi]) 사이에서 태어났다. 루카스는 4살 때 프랑스에서 스페인으로 이주했고 이로 인해 스페인어를 프랑스어보다 더 유창하게 말하고 스페인어 억양이 들어간 프랑스어를 구사하게 되었다.
루카스는 2002년 CF 라요 마하다온다에 입단하며 축구 경력을 시작했고, 2007년 11살의 나이에 라요 마하다온다를 떠나 아틀레티코 마드리드의 유소년팀에 입단했다. 라요 마하다온다에서 뛰던 마지막 시즌인 2006-07 시즌, 루카스는 해당 시즌에 라요 마하다온다에 입단한 로드리 에르난데스와 한 시즌 동안 함께 뛰었다.

## 구단 경력

### 아틀레티코 마드리드

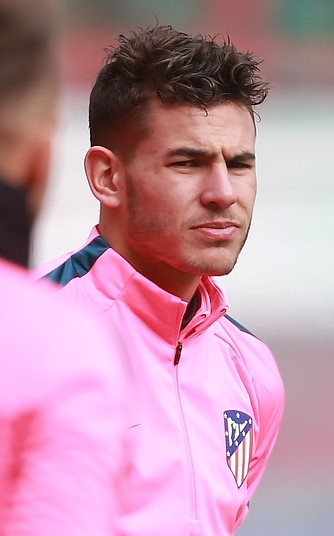
2018년 아틀레티코 마드리드 소속 당시의 루카스

#### 2013-14 시즌
2013년 11월 9일, 루카스 에르난데스는 2013년 11월 10일에 있었던 라리가 2013-14 시즌 13라운드 아틀레티코 마드리드와 비야레알 CF와의 경기를 앞두고 디에고 시메오네 감독에 의해 처음으로 1군에 승격되었다. 그는 등번호로 27번을 받고 아틀레티코 마드리드의 교체 후보 명단에 포함되었지만 경기에 출전하지는 않았다.

#### 2014-15 시즌
루카스는 등번호로 28번을 받고 2014년 12월 3일 코파 델 레이에서 아틀레티코와 로스피탈레트의 원정 경기에서 90분 풀타임을 뛰며 아틀레티코 마드리드 1군 데뷔전을 치렀다. 루카스는 2014년 12월 21일, 아틀레티코 마드리드가 산 마메스에서 아틀레틱 빌바오를 4대 1로 이긴 경기에서 88분 길례르미 시케이라와 교체되면서 라리가 데뷔전을 가졌다.

#### 2015-16 시즌
2015년 8월 10일, 루카스는 아틀레티코와 2019년까지 계약을 갱신하고 아틀레티코의 1군에 공식 합류했고 등번호로 19번을 받았다. 그의 UEFA 챔피언스리그에서의 첫 출전은 2016년 3월 15일 PSV 에인트호번과의 16강전 연장전에서 부상당한 디에고 고딘과 교체되며 이루어졌다

#### 2016-17 시즌
2016년 8월 6일, 루카스는 2020년 6월 30일까지 아틀레티코와 계약을 연장했다.

#### 2017-18 시즌
2017-18 시즌 동안 에르난데스는 모든 대회를 통틀어 44경기에 출전한 구단의 핵심 멤버였다. 아틀레티코는 2018 UEFA 유로파리그 우승에 기여하면서 자신의 경력에서 첫 번째 국제 대회 트로피를 획득하게 되었다.

### 바이에른 뮌헨
2019년 7월 1일, FC 바이에른 뮌헨이 루카스의 바이아웃 금액 8,000만 유로를 아틀레티코 마드리드에 지불하면서 루카스 에르난데스는 바이에른 뮌헨으로 이적했고, 루카스는 바이에른 뮌헨과 2024년에 만료되는 5년 재계약을 체결했다. 바이에른 뮌헨은 2017년 올랭피크 리옹에서 바이에른 뮌헨으로 이적한 코랑탱 톨리소의 3,700만 유로의 기록을 깨고 새로운 구단 역대 최고 영입 이적료 지출 기록을 세웠고 2015년 율리안 드락슬러가 FC 샬케 04에서 VfL 볼프스부르크로 이적할 당시 기록했던 4,300만 유로의 기록을 깨고 새로운 분데스리가 역대 최고 영입 이적료 지출 기록을 세웠다.
이적을 위해 실행한 메디컬 테스트에서 바이에른 뮌헨의 팀닥터 한스빌헬름 뮐러볼파르트가 루카스의 오른쪽 무릎 안쪽 인대 손상을 발견해 인대 수술을 진행했다.

#### 2022-23 시즌
2022년 11월 24일 인스브루크에서 오른쪽 무릎 전방 십자인대 치료 수술을 받은 루카스는 2022년 FIFA 월드컵 이후 재활을 위해 FC 바이에른 뮌헨의 경기 출전명단에서 제외되었다. 2023년 3월 9일, 루카스는 자신의 인스타그램을 통해 달리기 개인 훈련 복귀를 발표했고, 1달 뒤인 2023년 4월 10일, 공을 가지고 드리블과 패스를 하는 개인 훈련을 수행했다.
2023년 5월 8일, 루카스는 부상에서 회복 중인 다요 우파메카노, 에리크 막심 슈포모팅, 파울 바너와 함께 추가 훈련을 수행했고 5월 23일 화요일 아침, 팀 훈련에 복귀해 몇몇 훈련들을 수행했다.

### 파리 생제르맹
2023년 7월 9일, 파리 생제르맹 FC는 공식 홈페이지를 통해 루카스 에르난데스가 바이에른 뮌헨에서 파리 생제르맹으로 이적했다고 발표했고, 루카스는 파리 생제르맹과 2028년 6월 30일까지 유효한 5년 계약을 체결했다. 파리 생제르맹은 루카스의 이적을 위해 바이에른 뮌헨에 약 4,000만 유로를 지불했다.

#### 2023-24 시즌
2023년 7월 10일 파리 생제르맹 캉퓌스(프랑스어: campus)에서 신체 능력 검사와 의학 검사를 수행한 루카스 에르난데스는 2023년 7월 11일, 마누엘 우가르테, 이강인 등 새로 이적한 동료들과 함께 루이스 엔리케 감독이 진행한 첫 훈련에 참가했다.
2023년 7월 21일, 루카스는 파리 생제르맹 캉퓌스에서 진행된 파리 생제르맹과 르아브르와의 친선경기에 왼쪽 센터백 자리에서 선발출전하며 파리 생제르맹 소속으로 첫 번째 경기를 가졌다. 그는 전반 8분 르아브르에 코너킥 기회를 하나 제공했고 전반전 이후 밀란 슈크리니아르와 교체되었다.
루카스는 2023년 7월 일본과 대한민국 투어에 참가할 파리 생제르맹 선수단에 포함되었다.
7월 25일, 루카스는 얀마 스타디움 나가이에서 파리 생제르맹과 알나스르가 0대 0으로 비긴 친선경기에 왼쪽 풀백 자리에서 선발출전했다. 그는 47분 마르코 아센시오에게 패스를 건넸고 아센시오가 골대 왼쪽에서 오른발로 공을 찼으나 키퍼가 공을 잡았다. 이후 61분 후안 베르나트와 교체되었다.
7월 28일, 루카스는 얀마 스타디움 나가이에서 파리 생제르맹이 세레소 오사카에게 3대 2로 패배한 친선경기에서 64분 우가르테와 교체되며 경기에 투입되었고, 82분 나쁜 파울로 인해 주심에게 옐로카드를 받았다.
8월 1일, 루카스는 일본 국립경기장에서 파리 생제르맹이 FC 인테르나치오날레 밀라노에게 1대 2로 패배한 친선경기에 왼쪽 풀백 자리에서 선발출전했다. 그는 65분 레뱅 퀴르자와와 교체되었다.
8월 3일, 루카스는 부산아시아드주경기장에서 파리 생제르맹이 전북 현대 모터스에게 3대 0으로 승리한 쿠팡플레이 시리즈 친선경기에서 경기에 출전하지 않았다.
8월 12일, 루카스는 파르크 데 프랭스에서 파리 생제르맹이 FC 로리앙에게 0대 0으로 비긴 2023-24 시즌 리그 1 1차전에서 왼쪽 풀백 자리에서 선발출전하며 파리 생제르맹 데뷔전을 가졌다. 그는 28분 큰 파울을 당했고 33분 로리앙의 선수에게 파울을 범했다. 루카스는 36분 페널티 박스에서 25미터 떨어진 곳에서 수비수의 실수를 기회로 삼아 왼발 하프발리로 공을 찼지만 공은 골대 위로 벗어났고 57분 자신의 오른쪽을 돌파하는 로맹 페브르를 페널티 박스 안에서 넘어뜨렸지만 주심은 이것을 페널티킥을 선언할 정도의 반칙이라고 판단하지 않았다. 그는 82분 마르키뉴스와 교체되었다.
8월 19일, 루카스는 스타디움 드 툴루즈에서 파리 생제르맹이 툴루즈 FC에게 1대 1로 비긴 2023-24 시즌 리그 1 2차전에서 왼쪽 풀백 자리에서 선발출전했다. 그는 29분 아슈라프 하키미를 향해 크로스를 올렸으나 가브리엘 수아소가 크로스를 차단했고, 30분 라스무스 니콜라이센이 파리의 코너킥을 막아낸 후 골문에서 20미터 정도 떨어진 곳에서 공을 오른발로 찼지만 공은 골문 왼쪽으로 벗어났다. 그는 49분 툴루즈의 선수에게 파울을 범했고 52분 프랑크 마그리가 자카리아 아부클랄을 향해 낮게 찬 공을 차단했다. 루카스는 53분 툴루즈의 코너킥을 방어했고 78분 다닐루 페레이라와 교체되었다.
8월 26일, 루카스는 파르크 데 프랭스에서 파리 생제르맹이 RC 랑스에게 4대 1으로 이긴 2023-24 시즌 리그 1 3차전에서 왼쪽 풀백 자리에서 선발출전했다. 그는 8분 랑스의 코너킥을 방어했으며 17분 랑스의 선수에게 파울을 범했다. 루카스는 52분 왼쪽에서 킬리안 음바페에게 공을 패스했고 음바페가 페널티박스 바깥에서 오른발로 공을 골대 왼쪽 위로 넣으며 파리의 두 번째 골을 도왔다. 그는 60분 아센시오에게 공을 보냈으나 아센시오가 페널티박스 바깥에서 오른발로 찬 공은 막혔고 75분 아센시오에게 공을 보냈으나 아센시오의 페널티박스 중앙에서의 헤더는 골대 오른쪽으로 벗어났으며 80분 비티냐에게 공을 보냈으나 비티냐가 페널티박스 바깥에서 오른발로 찬 공은 골대 위로 날아갔다. 그는 83분 다닐루 페레이라와 교체되었고 이 경기에서 파리 생제르맹 소속으로 첫 번째 공격 포인트를 기록했다.
9월 3일, 루카스는 파르크 올랭피크 리요네에서 파리 생제르맹이 올랭피크 리옹에게 4대 1으로 이긴 2023-24 시즌 리그 1 4차전에서 왼쪽 풀백 자리에서 선발출전했다. 그는 48분 라얀 셰르키에게 파울을 범해 주심에게 옐로카드를 받았고 56분 우스만 뎀벨레에게 공을 보냈으나 뎀벨레의 헤더는 골포스트를 맞았다. 루카스는 58분 에인슬리 메이틀랜드나일스의 태클을 받았고 메이틀랜드나일스는 주심에게 옐로카드를 받았다. 그는 70분 리옹의 코너킥을 방어했고 이 경기에서 풀타임을 뛰었다.
2024년 5월 2일, 루카스는 파리 생제르맹이 보루시아 도르트문트에게 0대 1로 패배한 2023-24년 UEFA 챔피언스리그 4강 1차전에서 전반 40분 경기장에서 뛸 수 없다는 신호를 보냈고 전반 42분 루카스 베라우두와 교체되었다. 그는 경기 이후 왼쪽 무릎의 전방십자인대가 파열되었다는 진단을 받았다.

## 국가대표팀 경력

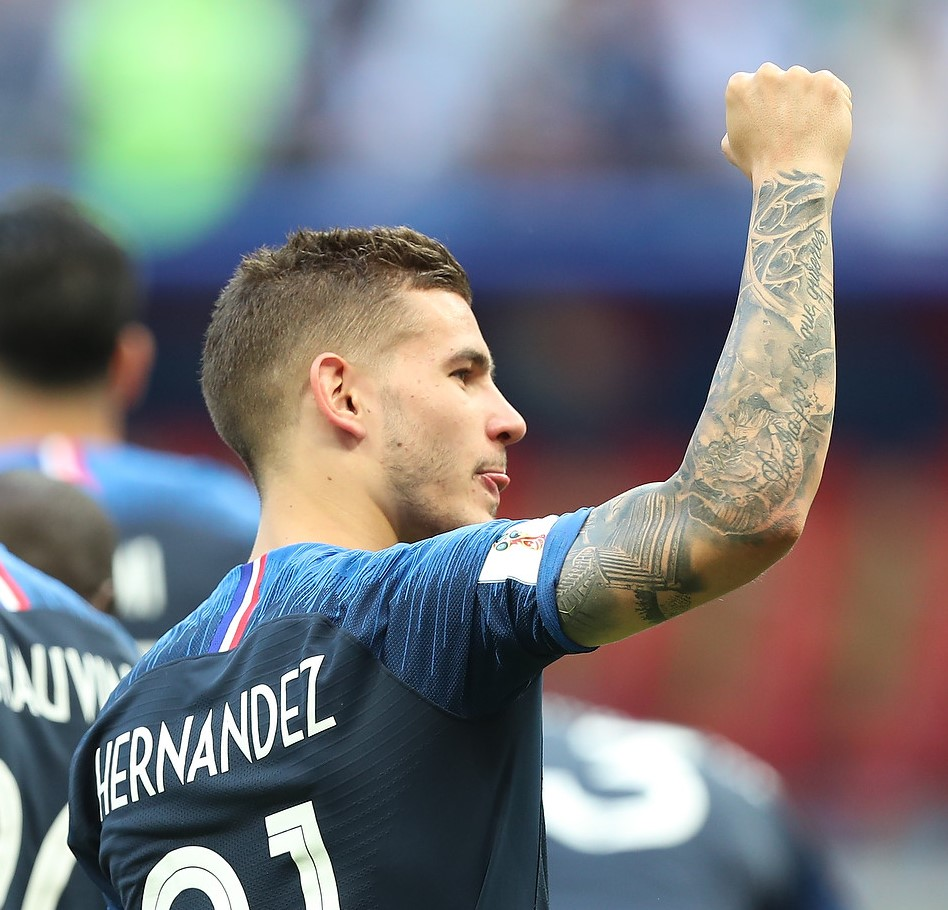
2018년 FIFA 월드컵 당시의 루카스

### 프랑스 A
루카스 에르난데스는 2018년 프랑스 성인 국가대표팀에 처음 발탁되어 2018년 3월 23일 있었던 프랑스와 콜롬비아와의 친선 A매치에서 76분 뤼카 디뉴와 교체되어 경기장에 투입되면서 성인 국가대표팀 데뷔전을 가졌다.

#### 2018년 FIFA 월드컵
2018년 러시아 월드컵에 참가한 루카스는 대표팀의 주전 레프트백으로 경기에 나섰고 프랑스가 월드컵 결승전에서 크로아티아를 4대 2로 꺾고 2018 월드컵에서 우승하면서 2018년 러시아 월드컵 우승을 달성했다.

#### 2022년 FIFA 월드컵
2022년 카타르 월드컵에 참가한 루카스는 2022년 11월 23일에 있었던 프랑스 국가대표팀과 오스트레일리아 대표팀과의 경기에서 선발출전했으나, 전반전 13분 오른쪽 무릎의 전방십자인대가 파열되어 동생 테오 에르난데스와 교체되었다. 그는 이 부상으로 인해 남은 월드컵 경기를 더 이상 뛸 수 없게 되어 국가대표팀에서 하차했고, 카타르에서 인스브루크로 이동해 2022년 11월 24일 전방 십자인대 치료 수술을 받았다.
프랑스 국가대표팀이 아르헨티나 대표팀과 치른 월드컵 결승전에서 패배해 월드컵 준우승을 차지하면서 루카스는 2022년 카타르 월드컵 준우승을 달성했다.

#### UEFA 유로 2024 예선
2023년 8월 31일, 루카스는 9월 7일 아일랜드 축구 국가대표팀과 12일 독일 축구 국가대표팀을 상대할 프랑스 대표팀 선수단에 포함되었다.

## 개인사
루카스 에르난데스는 숫자 21을 가장 좋아하며, 어린 시절 지네딘 지단을 우상으로 삼았다. 그는 프랑스어, 스페인어, 영어, 약간의 독일어를 구사할 수 있으며, 경기장에 들어갈 때 항상 오른발이 경기장을 먼저 밟도록 하는 습관을 가지고 있다.

## 수상 내역
아틀레티코 마드리드
- UEFA 챔피언스리그 준우승: 2015–16[52]
- UEFA 유로파리그: 2017–18[53]
- UEFA 슈퍼컵: 2018[54]

 바이에른 뮌헨
- 분데스리가: 2019–20[55], 2020-21[56], 2021-22[57] 2022-23[58]
- DFB-포칼: 2019–20[59]
- DFL-슈퍼컵: 2020[60], 2022[61]
- UEFA 챔피언스리그: 2019–20[62]
- UEFA 슈퍼컵: 2020[63]
- FIFA 클럽 월드컵: 2020[64]

 파리 생제르맹 FC
- 리그 1: 2023-24[65], 2024-25[66]
- 트로페 데 샹피옹: 2023[67], 2024[68][69]
- 쿠프 드 프랑스: 2023-24[70], 2024-25[71]
- UEFA 챔피언스리그: 2024-25[72]

 프랑스
- FIFA 월드컵: 2018[73]
- FIFA 월드컵 준우승: 2022[49]
- UEFA 네이션스리그: 2020-21[74]

개인
- UEFA U-19 축구 선수권 대회 토너먼트의 팀: 2015[75]

서훈
- 레지옹 도뇌르 훈장 슈발리에(Chevalier): 2018년 12월 31일[1]